# Наварро, Альфредо
Альфре́до Нава́рро Бени́тес (исп. Alfredo Navarro Benítez; 4 мая 1868, Монтевидео, Уругвай — 17 мая 1951, там же) — уругвайский политический, государственный и общественный деятель, первый вице-президент Уругвая (18 мая 1934 — 19 июня 1938), медик. Президент Сената Уругвая (1934—1938). Член Парижской медицинской академии.

## Биография
Окончил медицинский факультет Парижского университета, там же получил степень доктора медицины, хирург.
В 1897 году провёл первую нейрохирургическую операцию в Уругвае. В января 1905 и феврале 1927 года работал деканом Медицинской школы Монтевидео.
Был одним из основателей Уругвайского медицинского союза в 1920 году.
Член партии Колорадо (Уругвай).
Первый вице-президент республики Уругвай с 1934 по 1938 год при президенте Габриэле Терра. Тогда же занимал пост Президента Сената Уругвая.